# Bylina

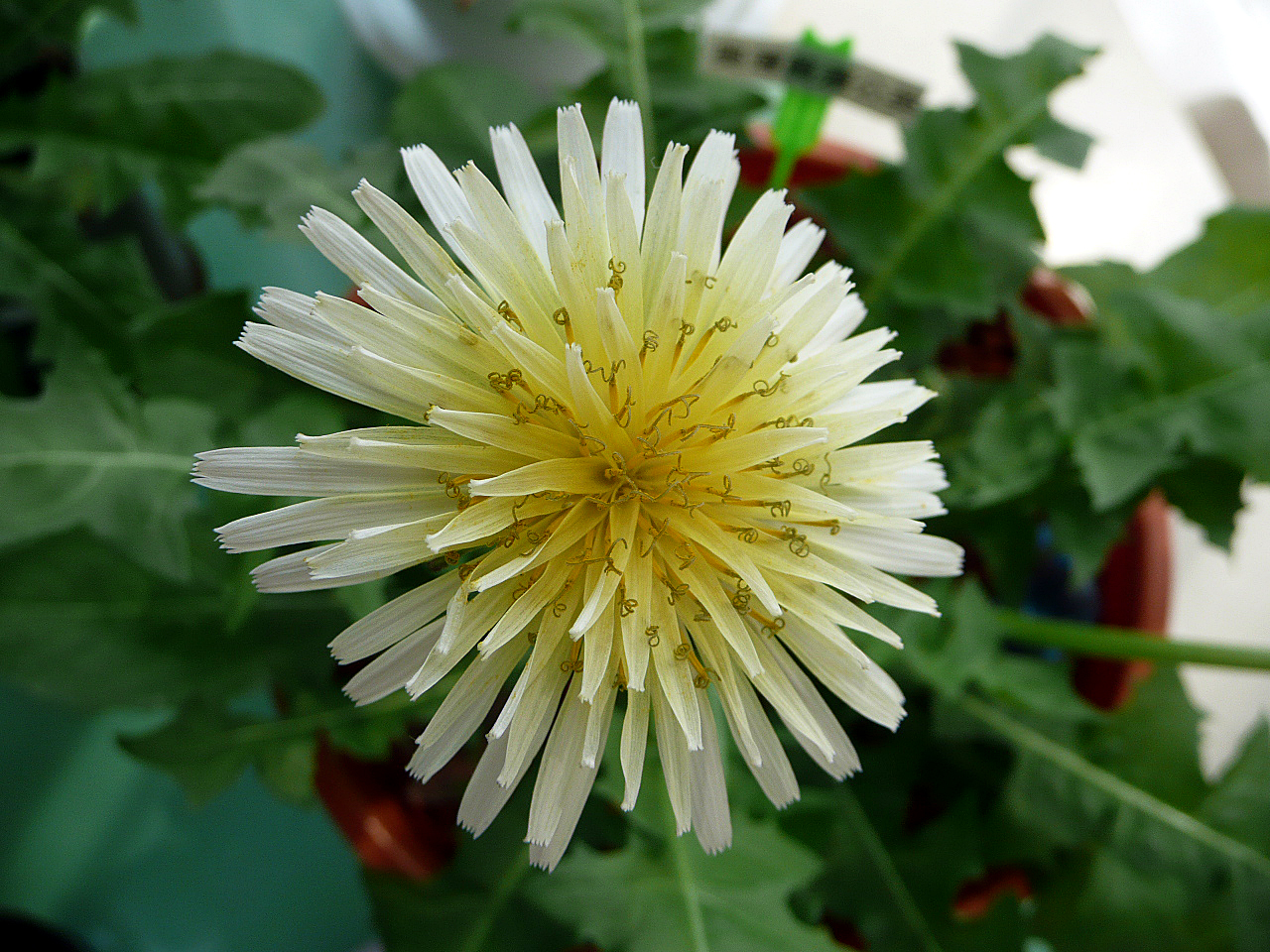
Pampeliška Taraxacum denudatum

Bylina je rostlina, která má nedřevnatějící nadzemní stonek. Bylinný typ růstu vznikl v rostlinné říší mnohokrát nezávisle, většina čeledí má své bylinné zástupce. Jedná se buď o lodyhu nesoucí listy, neolistěný stvol, případně u trav stéblo. Bylinný stonek bývá různého tvaru na průřezu: válcovitý, čtyřhranný, trojhranný, zploštělý, rýhovaný; podle růstu přímý, vystoupavý, poléhavý, plazivý, popínavý (bylinné liány).
Byliny mohou mít různou velikost od nejmenších rostlin na Zemi (drobnička, Wolffia) po obří rostliny. Za nejmohutnější byliny jsou považovány některé druhy banánovníku. Banánovník textilní (Musa textilis), pocházející z jihovýchodní Asie, dorůstá výšky až 8 metrů. Banánovníky mají tzv. nepravý kmen, který je celý bylinný a je tvořen bázemi řapíků listů.

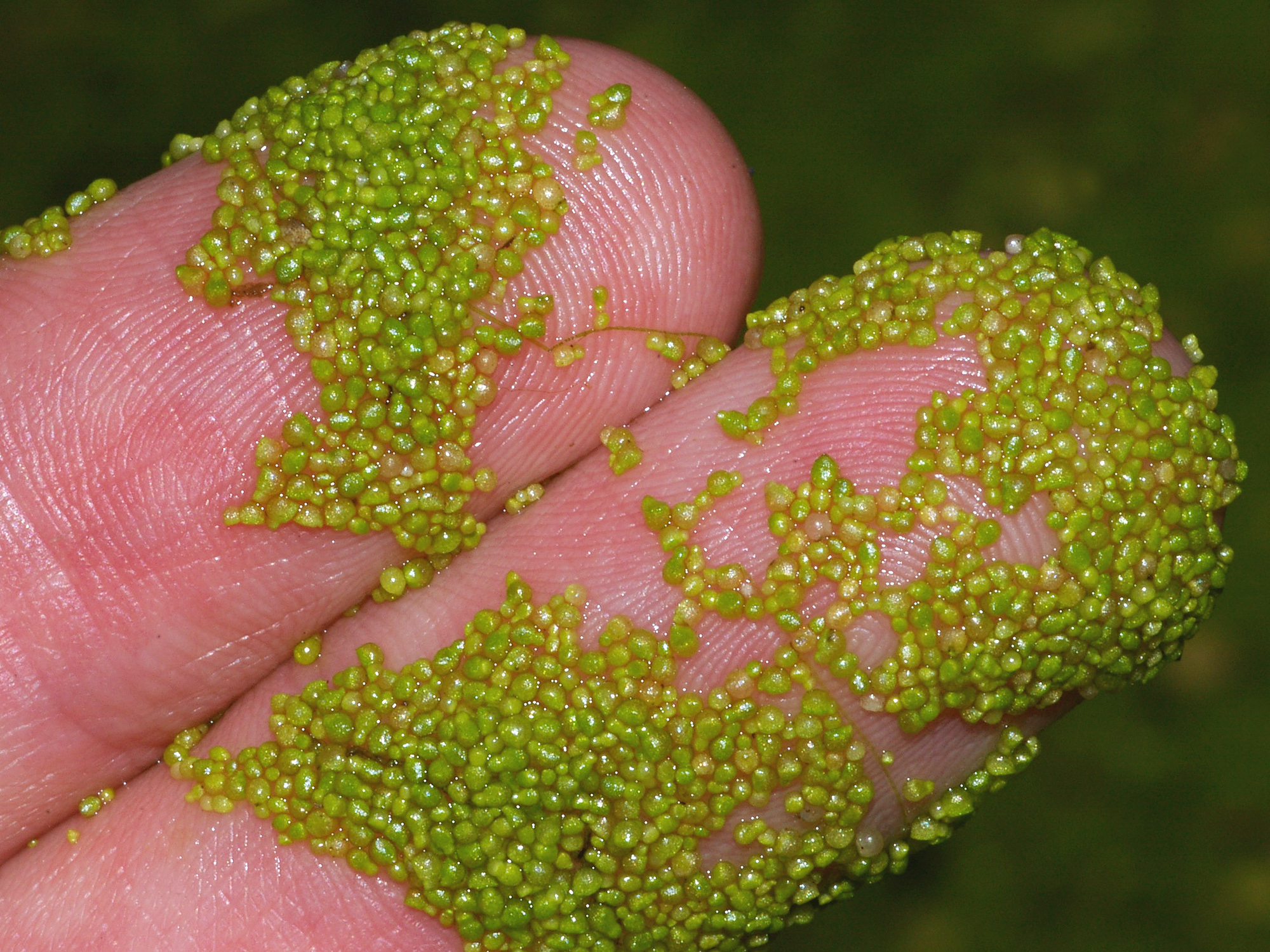
Drobnička bezkořenná ('Wolffia arrhiza)
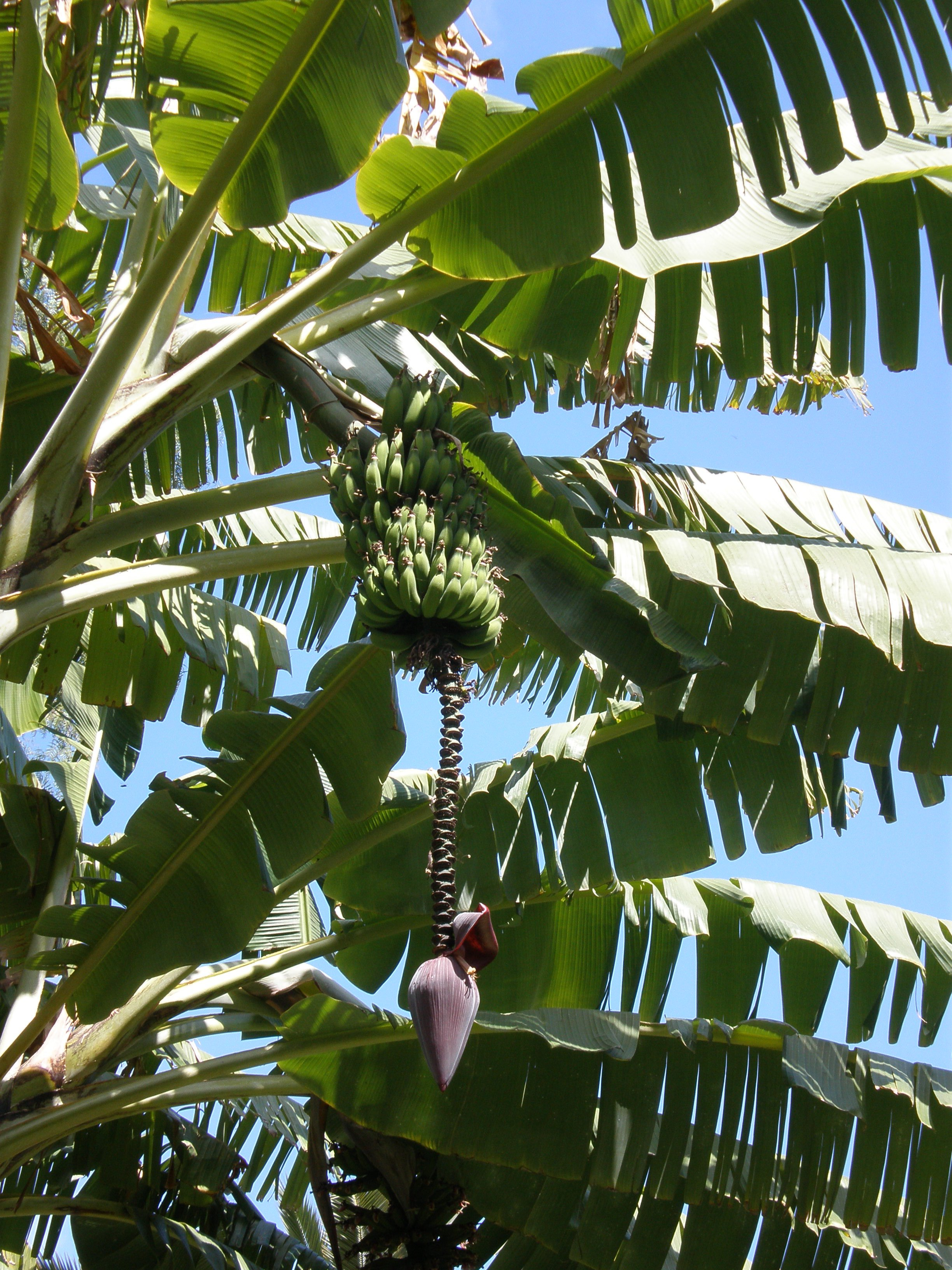
Vzrostlé banánovníky